# Wiceprezydenci Angoli
Urząd Wiceprezydenta Republiki Angoli został utworzony w 2010 roku na miejsce zniesionego stanowiska premiera.

## Chronologiczna lista
| # | Premier                                        | Portret | Kadencja         | Kadencja         | Partia polityczna | Partia polityczna |
| # | Premier                                        | Portret | Od               | Do               | Partia polityczna | Partia polityczna |
| - | ---------------------------------------------- | ------- | ---------------- | ---------------- | ----------------- | ----------------- |
| 1 | Fernando da Piedade Dias dos Santos (ur. 1952) |         | 5 lutego 2010    | 26 września 2012 |                   | MPLA              |
| 2 | Manuel Vicente (ur. 1956)                      |         | 26 września 2012 | 26 września 2017 |                   | MPLA              |
| 3 | Bornito de Sousa (ur. 1953)                    |         | 26 września 2017 | 14 września 2022 |                   | MPLA              |
| 4 | Esperança da Costa (ur. 1961)                  |         | 15 września 2022 | nadal            |                   | MPLA              |